# Стинет (Тексас)
Стинет (енгл. Stinnett) град је у америчкој савезној држави Тексас. По попису становништва из 2010. у њему је живело 1.881 становника.

## Демографија
Према попису становништва из 2010. у граду је живело 1.881 становника, што је 55 (2,8%) становника мање него 2000. године.
| Група             | 2000.         | 2010.         |
| Белци             | 1.723 (89,0%) | 1.593 (84,7%) |
| Афроамериканци    | 5 (0,3%)      | 24 (1,3%)     |
| Азијати           | 4 (0,2%)      | 4 (0,2%)      |
| Хиспаноамериканци | 146 (7,5%)    | 207 (11,0%)   |
| Укупно            | 1.936         | 1.881         |